# Puerto de Karachi
El Puerto de Karachi (en urdu: کراچی بندرگاہ) es uno de los puertos marítimos de aguas profundas más grandes y concurridos del sur de Asia, manejando  alrededor del 60% de la carga de la nación (25 millones de toneladas por año), ubicado en Karachi, en el país asiático de Pakistán. Se encuentra entre las ciudades de Karachi y de Kiamari Saddar, cerca del principal distrito de negocios y varias áreas industriales. La posición geográfica del puerto lo sitúa muy cerca de las principales rutas de navegación, tales como el Estrecho de Ormuz. La administración del puerto se lleva a cabo mediante el Fideicomiso del Puerto de Karachi, que se creó en el siglo XIX.